# John King (Schiff)
Die John King, auch USS John King, (Kennung: DDG-3) war ein Zerstörer der United States Navy. Sie gehörte zur Charles-F.-Adams-Klasse und hatte eine aktive Dienstzeit von 29 Jahren. Hierbei kam das Schiff unter anderem während der Kubakrise 1962 zum Einsatz. Im März 1990 wurde die John King ausgemustert und der Reserveflotte zugeteilt, 1999 schließlich abgewrackt.

## Geschichte
Die John King wurde am 25. August 1958 in der Werft der Bath Iron Works auf Kiel gelegt und lief am 30. Januar 1960 vom Stapel. Die Indienststellung erfolgte am 4. Februar 1961 unter dem Kommando von Commander Albert Monroe Sackett. Benannt wurde das Schiff nach dem Soldaten John King.
Nach Testfahrten unternahm die John King im Januar 1962 Reisen nach Dublin sowie ins Mittelmeer, wo sie Teil der United States Sixth Fleet wurde. Bei einem Aufenthalt in Washington, D.C. im Juli 1962 wurde das Schiff von Senatoren, Kongressabgeordneten sowie dem damaligen United States Secretary of the Navy, Fred Korth, besucht. Im Oktober 1962 nahm der Zerstörer an der Seeblockade Kubas während der Kubakrise teil. Anschließend folgten bis Dezember gemeinsame Übungseinsätze mit dem Flugzeugträger Enterprise in der Karibik.
1963 besuchte die John King mehrere europäische Häfen, darunter Kiel am 23. Juni. In den folgenden Jahren nahm das Schiff weltweit an Übungseinsätzen teil, wie zum Beispiel im Sommer 1966 mit der NATO im Mittelmeer. In den 1970er und 1980er Jahren folgten weitere Einsätze mit der NATO. Einen ihrer wenigen aktiven Kampfeinsätze sah die John King 1982 als Feuerunterstützung für US-Truppen vor Beirut.
Am 30. März 1990 wurde das Schiff nach 29 Dienstjahren ausgemustert und der Reserveflotte zugeteilt. Am 12. Januar 1993 folgte die Streichung aus dem Naval Vessel Register. Im Februar 1999 ging die John King zum Abwracken an International Shipbreaking in Brownsville.